# Prímhézag
A matematika, azon belül a számelmélet területén a prímhézag (prime gap, jelölése a gap-ből gyakran g) két egymást követő prímszám közötti különbséget jelenti. Az n-edik prímhézag, jelölje gn vagy g(pn) az (n + 1)-edik és az n-edik prímszámok közötti különbség:
{\displaystyle g_{n}=p_{n+1}-p_{n}.\ }
Így tehát g1 = 1, g2 = g3 = 2, g4 = 4 stb. A prímhézagok (gn) sorozatát átfogóan tanulmányozták, mégis számos nyitott kérdés és sejtés létezik velük kapcsolatban.
Az első 60 prímhézag:
1, 2, 2, 4, 2, 4, 2, 4, 6, 2, 6, 4, 2, 4, 6, 6, 2, 6, 4, 2, 6, 4, 6, 8, 4, 2, 4, 2, 4, 14, 4, 6, 2, 10, 2, 6, 6, 4, 6, 6, 2, 10, 2, 4, 2, 12, 12, 4, 2, 4, 6, 2, 10, 6, 6, 6, 2, 6, 4, 2, ... (A001223 sorozat az OEIS-ben).
A gn sorozat definíciójából következik, hogy minden prímszám felírható a következő alakban:
{\displaystyle p_{n+1}=2+\sum _{i=1}^{n}g_{i}.}

## Egyszerű megfigyelések
Az első, legkisebb, és egyetlen páratlan prímhézag (1) az egyetlen páros prímszám (2) és az első páratlan prímszám (3) között van. Az összes többi prímhézag páros. Egyetlen olyan prímhézag-páros van, ami maga is prímszámokból áll, a g2 és g3 a 3, 5 és 7 között.
Bármely P prímszám esetén P#-tel jelöljük P primoriálisát, tehát az összes prímszám szorzatát P-ig bezárólag, P-t is beleértve. Ha Q a P-t közvetlenül követő prímszám, akkor a következő sorozat:
{\displaystyle P\#+2,P\#+3,\ldots ,P\#+(Q-1)}
Q − 2 egymást követő egész számot tartalmaz, tehát itt a prímhézag legalább Q − 1 hosszúságú. Ebből következik, hogy tetszőlegesen nagy prímhézagok léteznek, így tehát bármely P prímszámhoz tartozik olyan n egész szám, ahol gn ≥ P. (Belátható, ha n-et úgy választjuk meg, hogy pn a legnagyobb prímszám, ami kisebb P# + 2-nél.) A tetszőlegesen nagy prímhézagok létezése a prímszámtételből kiindulva is belátható, mi szerint a prímszámok sűrűsége közelít a nullához. A tétel szerint P# igen durva közelítésben exp(P) nagyságú, exp(P) környezetében pedig az egymást követő prímszámok közötti átlagos távolság P.
A gyakorlatban a P méretű prímrések a P#-nál jóval előbb jelentkeznek. Például a 71 egymást követő összetett számból álló szekvencia először 31398 és 31468 között jelentkezik, míg a 71# huszonhét számjegyből áll – tízes számrendszerben 557940830126698960967415390.
Bár a prímszámok közti átlagos hézag nagysága a számok természetes logaritmusa szerint növekszik, a maximális prímhézag és a benne foglalt egészek közötti arány szintén nő, ahogy egyre nagyobb számok és prímhézagok fordulnak elő.
Az ellenkező irányt tekintve, az ikerprímsejtés szerint gn = 2 végtelen sok n helyen.

## Numerikus eredmények
2017 márciusában az ismert legnagyobb prímhézag azonosítható valószínű prím végekkel 5 103 138 hosszúságú, a hozzá tartozó 216849 jegyű valószínű prímeket Robert W. Smith találta, ennek a jósága M=10,2203. A legnagyobb ismert prímhézag, aminek a szélein bizonyítottan prímszámok találhatók, 1 113 106 hosszúságú, a szélein lévő 18662 jegyű prímszámokat P. Cami, M. Jansen és J. K. Andersen találták meg.
Nevezzük gn-t maximális prímhézagnak, ha gm < gn minden m < n esetben.
2016 júniusában a legnagyobb ismert maximális prímhézag 1476 hosszúságú, Tomás Oliveira e Silva találta meg. Ez sorrendben a 75. maximális hézag, és az 1425172824437699411 prímszám után következik. További maximális prímhézag-rekordok találhatók itt:  A002386.
Egy prímhézag jóságán (merit) a gn / ln(pn) arány értendő. 1931-ben E. Westzynthius bebizonyította, hogy a prímhézagok logaritmikusnál gyorsabban nőnek. Tehát,
{\displaystyle \limsup _{n\to \infty }{\frac {g_{n}}{\log p_{n}}}=\infty .}
| Jóság     | gn    | számjegyek | pn                         | Dátum | Felfedező              |
| --------- | ----- | ---------- | -------------------------- | ----- | ---------------------- |
| 36,858288 | 10716 | 127        | 7910896513·283#/30 − 6480  | 2016  | Dana Jacobsen          |
| 36,590183 | 13692 | 163        | 1037600971·383#/210 − 8776 | 2016  | Dana Jacobsen          |
| 36,420568 | 26892 | 321        | 59740589·757#/210 − 14302  | 2016  | Dana Jacobsen          |
| 35,424459 | 66520 | 816        | 1931·1933#/7230 − 30244    | 2012  | Michiel Jansen         |
| 35,310308 | 1476  | 19         | 1425172824437699411        | 2009  | Tomás Oliveira e Silva |
| 34,975687 | 1442  | 18         | 804212830686677669         | 2005  | Siegfried Herzog       |

2016. novemberi adat szerint a legnagyobb ismert jósági érték 10716 / ln(7910896513·283#/30 − 6480) ≈ 36,858288 (283# 283 primoriálisát jelöli). A végpontok 127 jegyű prímek.
A Cramér–Shanks–Granville-arány a következő szám:
{\displaystyle {\frac {g_{n}}{\log ^{2}p_{n}}}}
Az arány legnagyobb ismert értéke 0,9206386, ami az 1693182318746371 prímszámhoz tartozik. Megoszlanak a vélemények, hogy az arány eléri-e az egyet; további rekordértékek itt találhatók:  A111943.
| #  | gn  | pn         |
| -- | --- | ---------- |
| 1  | 1   | 2          |
| 2  | 2   | 3          |
| 3  | 4   | 7          |
| 4  | 6   | 23         |
| 5  | 8   | 89         |
| 6  | 14  | 113        |
| 7  | 18  | 523        |
| 8  | 20  | 887        |
| 9  | 22  | 1129       |
| 10 | 34  | 1327       |
| 11 | 36  | 9551       |
| 12 | 44  | 15 683     |
| 13 | 52  | 19 609     |
| 14 | 72  | 31 397     |
| 15 | 86  | 155 921    |
| 16 | 96  | 360 653    |
| 17 | 112 | 370 261    |
| 18 | 114 | 492 113    |
| 19 | 118 | 1 349 533  |
| 20 | 132 | 1 357 201  |
| 21 | 148 | 2 010 733  |
| 22 | 154 | 4 652 353  |
| 23 | 180 | 17 051 707 |
| 24 | 210 | 20 831 323 |
| 25 | 220 | 47 326 693 |

| #  | gn  | pn              |
| -- | --- | --------------- |
| 26 | 222 | 122 164 747     |
| 27 | 234 | 189 695 659     |
| 28 | 248 | 191 912 783     |
| 29 | 250 | 387 096 133     |
| 30 | 282 | 436 273 009     |
| 31 | 288 | 1 294 268 491   |
| 32 | 292 | 1 453 168 141   |
| 33 | 320 | 2 300 942 549   |
| 34 | 336 | 3 842 610 773   |
| 35 | 354 | 4 302 407 359   |
| 36 | 382 | 10 726 904 659  |
| 37 | 384 | 20 678 048 297  |
| 38 | 394 | 22 367 084 959  |
| 39 | 456 | 25 056 082 087  |
| 40 | 464 | 42 652 618 343  |
| 41 | 468 | 127 976 334 671 |
| 42 | 474 | 182 226 896 239 |
| 43 | 486 | 241 160 624 143 |
| 44 | 490 | 297 501 075 799 |
| 45 | 500 | 303 371 455 241 |
| 46 | 514 | 304 599 508 537 |
| 47 | 516 | 416 608 695 821 |
| 48 | 532 | 461 690 510 011 |
| 49 | 534 | 614 487 453 523 |
| 50 | 540 | 738 832 927     |

| #  | gn   | pn                        |
| -- | ---- | ------------------------- |
| 51 | 582  | 1 346 294 310 749         |
| 52 | 588  | 1 408 695 493 609         |
| 53 | 602  | 1 968 188 556 461         |
| 54 | 652  | 2 614 941 710 599         |
| 55 | 674  | 7 177 162 611 713         |
| 56 | 716  | 13 829 048 559 701        |
| 57 | 766  | 19 581 334 192 423        |
| 58 | 778  | 42 842 283 925 351        |
| 59 | 804  | 90 874 329 411 493        |
| 60 | 806  | 171 231 342 420 521       |
| 61 | 906  | 218 209 405 436 543       |
| 62 | 916  | 1 189 459 969 825 483     |
| 63 | 924  | 1 686 994 940 955 803     |
| 64 | 1132 | 1 693 182 318 746 371     |
| 65 | 1184 | 43 841 547 845 541 059    |
| 66 | 1198 | 55 350 776 431 903 243    |
| 67 | 1220 | 80 873 624 627 234 849    |
| 68 | 1224 | 203 986 478 517 455 989   |
| 69 | 1248 | 218 034 721 194 214 273   |
| 70 | 1272 | 305 405 826 521 087 869   |
| 71 | 1328 | 352 521 223 451 364 323   |
| 72 | 1356 | 401 429 925 999 153 707   |
| 73 | 1370 | 418 032 645 936 712 127   |
| 74 | 1442 | 804 212 830 686 677 669   |
| 75 | 1476 | 1 425 172 824 437 699 411 |

## További eredmények

### Felső korlátok
Az 1852-ben bizonyított Bertrand-posztulátum kimondja, hogy k és 2k között mindig létezik prímszám, így tehát pn+1 < 2pn, amiből következik, hogy gn < pn.
Az 1896-ban bizonyított prímszámtétel szerint egy p prímszám és a rákövetkező prímszám közötti hézag átlagos nagysága ln(p). Egy konkrét hézag tényleges mérete persze ennél jóval nagyobb vagy kisebb is lehet. A prímszámtételből azonban következik egy felső korlát is: minden ε > 0-hoz létezik N szám, amire gn < εpn minden n > N esetben.
Kikövetkeztethető, hogy a prímhézagok a prímek nagyságához képest egyre kisebbek lesznek, tetszőlegesen kicsik: a hányados nullához tart:
{\displaystyle \lim _{n\to \infty }{\frac {g_{n}}{p_{n}}}=0.}
Hoheisel (1930) mutatta meg elsőként, hogy létezik egy θ < 1 konstans, amire
{\displaystyle \pi (x+x^{\theta })-\pi (x)\sim {\frac {x^{\theta }}{\log(x)}}{\text{ ahogy }}x\to \infty ,}
így tehát:
{\displaystyle g_{n}<p_{n}^{\theta },\,}
elegendően nagy n-ekre.
Hoheisel a θ értékét 32999/33000-ra tette. Ezt Heilbronn 249/250-re javította, majd Chudakov θ = 3/4 + ε-re, bármilyen ε > 0-ra.
Ingham nevéhez fűződik egy nagyobb előrelépés, aki megmutatta, hogy ha
{\displaystyle \zeta (1/2+it)=O(t^{c})\,}
valamely pozitív c konstansra, ahol az O az O jelölésre utal, akkor
{\displaystyle \pi (x+x^{\theta })-\pi (x)\sim {\frac {x^{\theta }}{\log(x)}}}
bármely θ > (1 + 4c)/(2 + 4c)-re. Itt a szokásos módon ζ a Riemann-féle zéta-függvény, π pedig a prímszámláló függvény. Tudva, hogy bármely c > 1/6 elfogadható, megállapítható, hogy θ bármely ⅝-nál nagyobb szám lehet.
Ingham eredményének közvetlen következménye, hogy n3 és (n + 1)3 között mindig van prímszám, ha n elegendően nagy. A Lindelöf-sejtés implikálná, hogy Ingham képlete bármilyen pozitív c számra igaz, de még ez sem lenne elég annak igazolására, hogy elegendően nagy n-re mindig van prímszám n2 és (n + 1)2 között (lásd Legendre-sejtés). Ennek igazolására erősebb eredményre, például a Cramér-sejtésre volna szükség.
Huxley 1972-ben megmutatta, hogy θ választható például θ = 7/12 = 0,58(3)-ra is.
Baker, Harman és Pintz 2001-es eredménye szerint θ levihető akár 0,525-ig.
2005-ben Daniel Goldston, Pintz János és Cem Yıldırım bebizonyították, hogy
{\displaystyle \liminf _{n\to \infty }{\frac {g_{n}}{\log p_{n}}}=0},
majd két évvel később a következőre javították az eredményt:
{\displaystyle \liminf _{n\to \infty }{\frac {g_{n}}{{\sqrt {\log p_{n}}}(\log \log p_{n})^{2}}}<\infty .}
2013-ban Yitang Zhang igazolta, hogy
{\displaystyle \liminf _{n\to \infty }g_{n}<7\cdot 10^{7},}
ami azt jelenti, hogy végtelen sok 70 milliónál nem nagyobb prímhézag létezik. A Polymath Project keretében végzett együttműködés keretében sikerült Zhang korlátját optimalizálni, 2013. július 20-ára egészen 4680-ig vitték le. 2013 novemberében, James Maynard bemutatta a GPY-szita egy új finomítását, amivel a korlátot 600-ig vitte le, továbbá megmutatta, hogy bármely m-re létezik m prímszámot tartalmazó korlátos intervallum:
{\displaystyle \liminf _{n}(p_{n+m}-p_{n})\ll m^{3}e^{4m}.}
Maynard gondolatait továbbfejlesztve a Polymath project azóta feljavította a korlátot 246-ra. Továbbá, feltételezve az Elliott–Halberstam-sejtés és annak általánosított formájának igazságát, a Polymath project wiki állítása szerint N-et 12-re, illetve 6-ra sikerült lecsökkenteni.

### Alsó korlátok
1938-ban Robert Rankin bebizonyította, hogy létezik olyan c > 0 konstans, amire a
{\displaystyle g_{n}>{\frac {c\log n\log \log n\log \log \log \log n}{(\log \log \log n)^{2}}}}
egyenlőtlenség végtelen sok n értékre igaz lesz, továbbfejlesztve ezzel Erik Westzynthius és Erdős Pál eredményeit. Később megmutatta, hogy bármely c < eγ konstans jó lehet, ahol γ az Euler–Mascheroni-állandó. A c konstans értékét 1997-ben javították bármely 2eγ-nál kisebb értékre.
Erdős Pál 10 000 dollárt ajánlott annak bizonyításáért vagy cáfolatáért, hogy a fenti egyenlőtlenség c konstansát bármilyen nagyra lehet választani. Ezt 2014-ben sikerült igazolni a Ford–Green–Konyagin–Tao szerzőknek, és tőlük függetlenül James Maynardnak.
Az eredményt Ford–Green–Konyagin–Maynard–Tao tovább javította a következőre:
{\displaystyle g_{n}\gg {\frac {\log n\log \log n\log \log \log \log n}{\log \log \log n}}}
n végtelen sok értékére.
Prímhézagok láncolatára szintén sikerült alsó korlátokat megállapítani.

## Prímhézagokkal kapcsolatos sejtések

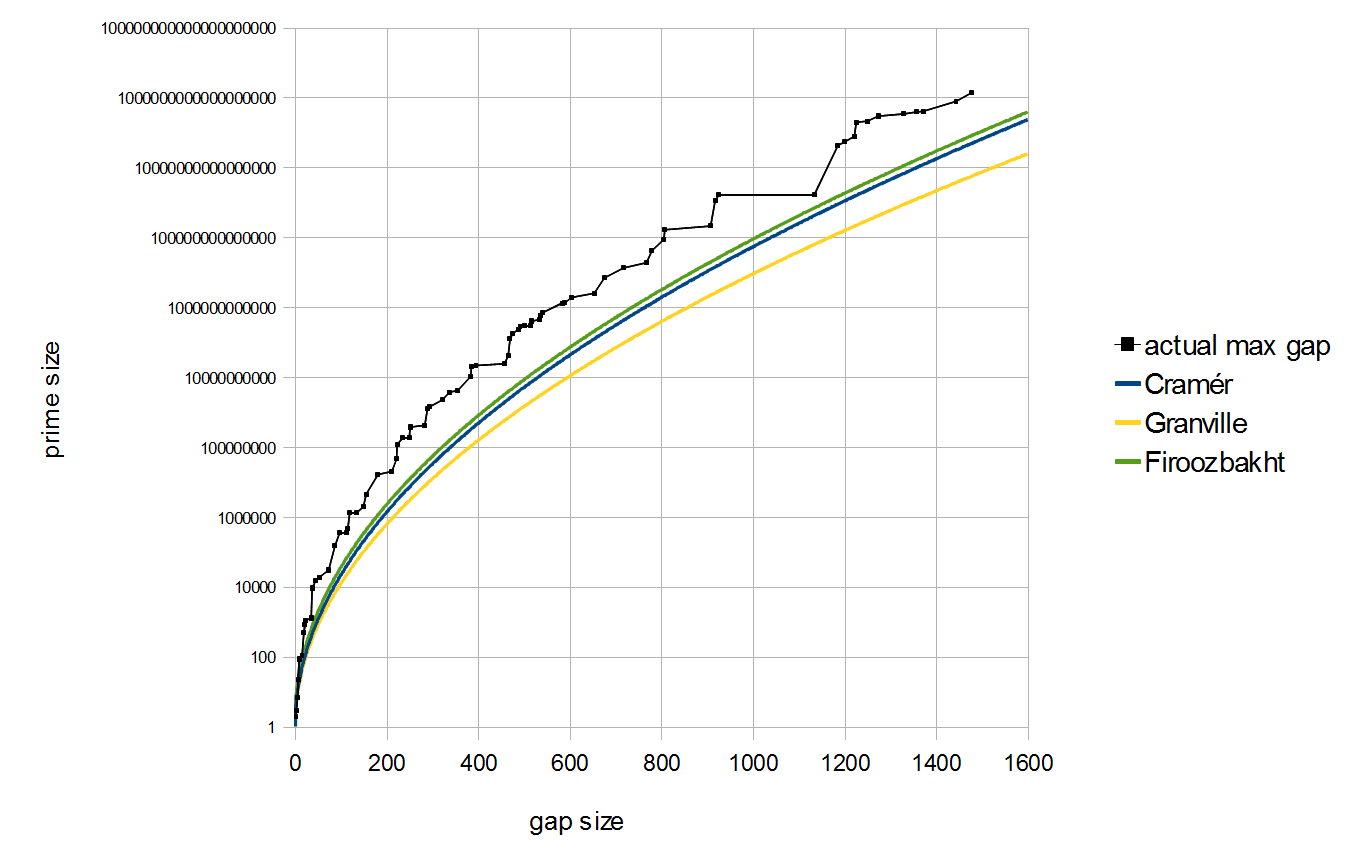
Prímhézagfüggvény

Még jobb eredmények érhetők el, ha a Riemann-sejtést igaznak feltételezzük. Harald Cramér igazolta, hogy a Riemann-sejtésből következik, hogy a gn prímhézagra teljesül, hogy
{\displaystyle g_{n}=O({\sqrt {p_{n}}}\log p_{n}),}
a nagy O jelölést használva.
Későbbi feltételezése szerint a prímhézagok még kisebbek. A Cramér-sejtés durván azt fogalmazza meg, hogy
{\displaystyle g_{n}=O\left((\log p_{n})^{2}\right).}
A Firoozbakht-sejtés kimondja, hogy {\displaystyle p_{n}^{1/n}} (ahol {\displaystyle p_{n}} az n-edik prím) n szerint szigorúan csökkenő függvény, tehát
{\displaystyle p_{n+1}^{1/(n+1)}<p_{n}^{1/n}{\text{ minden }}n\geq 1.}
Ha ez a sejtés igaz, akkor a {\displaystyle g_{n}=p_{n+1}-p_{n}} függvény teljesíti a {\displaystyle g_{n}<(\log p_{n})^{2}-\log p_{n}{\text{ minden }}n>4.} Következne belőle a Cramér-sejtés egy erős formája, de inkonzisztens lenne a Granville és Pintz által megfigyelt heurisztikákkal, melyek szerint {\displaystyle g_{n}>{\frac {2-\varepsilon }{e^{\gamma }}}(\log p_{n})^{2}} végtelen sokszor bármely {\displaystyle \varepsilon >0,}-ra, ahol {\displaystyle \gamma } az Euler–Mascheroni-állandót jelöli.
Oppermann sejtése gyengébb, mint a Cramér-sejtés. Az Oppermann-sejtéssel becsült prímhézag mérete nagyságrendileg:
{\displaystyle g_{n}<{\sqrt {p_{n}}}.}
Ha ez igaz, akkor létezik egy m>0 (valószínűleg m=30) természetes szám, amire minden n>m-re teljesül, hogy {\displaystyle g_{n}<{\sqrt {p_{n}}}.}
Az Andrica-sejtés, ami Oppermann sejtésének gyengébb változata, kimondja, hogy
{\displaystyle g_{n}<2{\sqrt {p_{n}}}+1.}
Ez enyhén erősebb a Legendre-sejtésnél, ami szerint az egymást követő négyzetszámok között mindig található prímszám.

## Számelméleti függvényként
Az n-edik és (n + 1)-edik prímszámok közötti gn prímhézag a számelméleti függvények egy példája. Ebben a kontextusban szokásosan dn-nel jelölik (magyar kontextusban ez a jelölés általában az osztószám-függvényt illeti), neve pedig prímkülönbség-függvény (prime difference function). A függvény se nem multiplikatív, se nem additív.

## Fordítás
- Ez a szócikk részben vagy egészben a Prime gap című angol Wikipédia-szócikk ezen változatának fordításán alapul.  Az eredeti cikk szerkesztőit annak laptörténete sorolja fel. Ez a jelzés csupán a megfogalmazás eredetét és a szerzői jogokat jelzi, nem szolgál a cikkben szereplő információk forrásmegjelöléseként.